# Пугач (Сарненський район)
Пу́гач — село в Україні, у Клесівській селищній громаді Сарненського району Рівненської області. Відповідно до Розпорядження Кабінету Міністрів України від 12 червня 2020 року № 722-р «Про визначення адміністративних центрів та затвердження територій територіальних громад Рівненської області» увійшло до складу Клесівської селищної громади. Населення становить 667 осіб.

## Історія

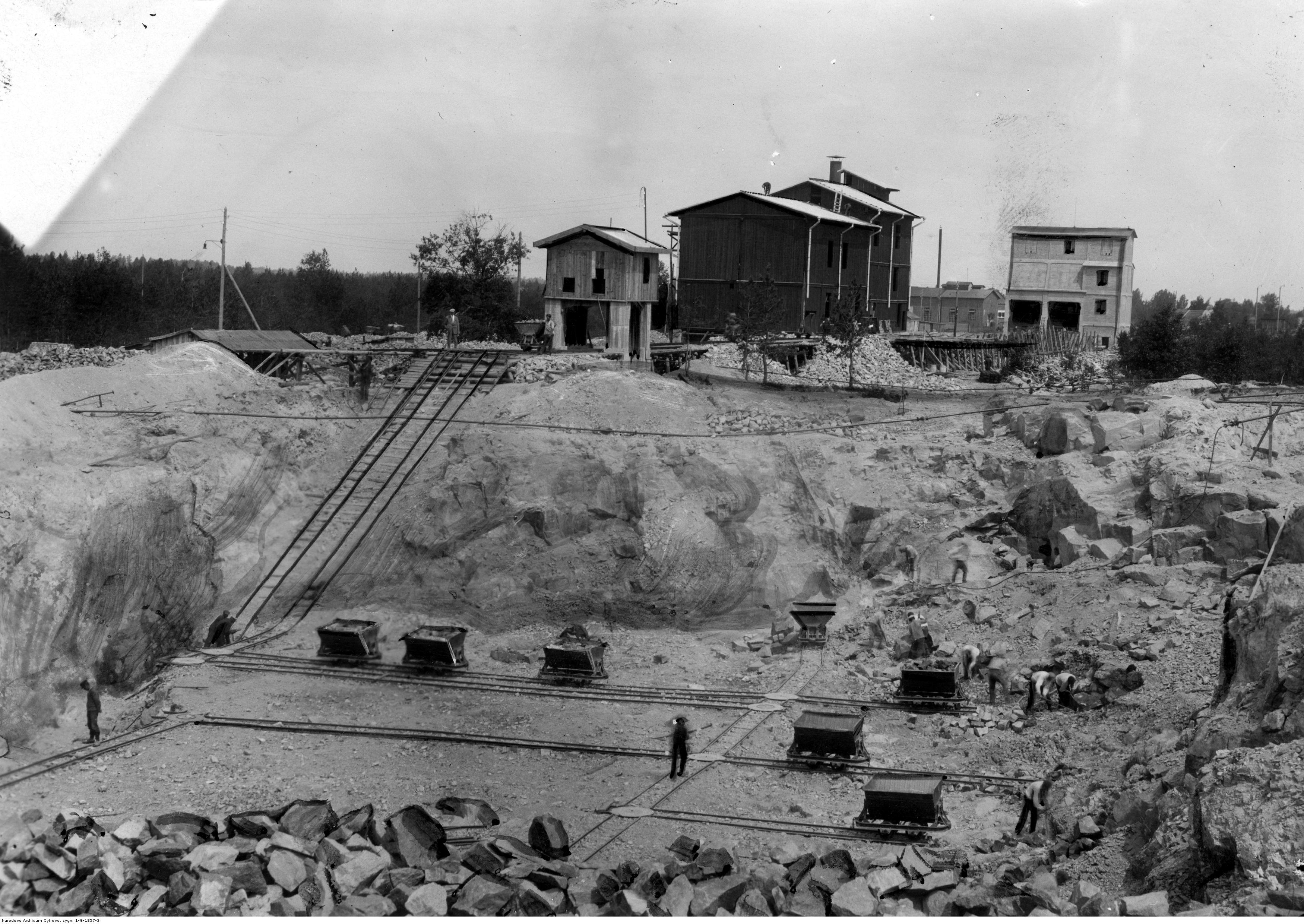
Пугач

У 1906 році урочище Пугачівка Вирівської волості Рівненського повіту Волинської губернії. Відстань від повітового міста 133 верст, від волості 13. Дворів 3, мешканців 11.

## Населення
За переписом населення 2001 року в селі мешкало 668 осіб.

### Мова
Розподіл населення за рідною мовою за даними перепису 2001 року:
| Мова       | Відсоток |
| ---------- | -------- |
| українська | 98,35 %  |
| російська  | 1,50 %   |
| білоруська | 0,15 %   |